# Liste der Biografien/Schri
Liste der Biografien |
Portal Biografien |
Personensuche
# |
A |
B |
C |
D |
E |
F |
G |
H |
I |
J |
K |
L |
M |
N |
O |
P |
Q |
R |
S |
T |
U |
V |
W |
X |
Y |
Z |
?
 
Sa |
Sb |
Sc |
Sd |
Se |
Sf |
Sg |
Sh |
Si |
Sj |
Sk |
Sl |
Sm |
Sn |
So |
Sp |
Sq |
Sr |
Ss |
St |
Su |
Sv |
Sw |
Sy |
Sz
 
Sca–Sce |
Sch |
Sci–Scz
 
Scha |
Schc |
Schd |
Sche |
Schg |
Schi |
Schj |
Schk |
Schl |
Schm |
Schn |
Scho |
Schp |
Schr |
Schs |
Scht |
Schu |
Schv |
Schw |
Schy
 
Schra |
Schre |
Schri |
Schro |
Schru |
Schry
Die Liste der Biografien führt alle Personen auf, die in der deutschsprachigen Wikipedia einen Artikel haben. Dieses ist eine Teilliste mit 92 Einträgen von Personen, deren Namen mit den Buchstaben „Schri“ beginnt.

## Schri

### Schrib
- Schriber, Bruno (* 1947), Schweizer Fussballspieler
- Schriber, Cinia (* 1985), Schweizer Politikerin (Grüne)
- Schriber, Hans, Schweizer Landschreiber
- Schriber, Margrit (* 1939), Schweizer Schriftstellerin
- Schriber, Stephan, Kalligraph
- Schriber-Neiger, Hanni (* 1959), Schweizer Politikerin (Grüne)

### Schric
- Schrick, Albrecht († 1598), deutscher Schöffe und Bürgermeister der Reichsstadt Aachen
- Schrick, Albrecht (1573–1640), deutscher Schöffe und Bürgermeister der Reichsstadt Aachen
- Schrick, Alfred (1919–2007), deutscher Lyriker und Autor
- Schrick, Johann Albrecht (1646–1702), deutscher Schöffe und Bürgermeister der Reichsstadt Aachen
- Schrick, Tim (* 1976), deutscher Rennfahrer und Moderator
- Schrickel, Adolf (1805–1885), deutscher Verwaltungsbeamter, Richter und Parlamentarier
- Schrickel, Kai Frederic (* 1966), deutscher Schauspieler, Regisseur und Theaterleiter
- Schrickel, Leonhard (1876–1931), deutscher Schriftsteller von historischen Romanen
- Schrickel, Nicolaus (1820–1893), deutscher Orgelbauer und Bildschnitzer in Eilenburg
- Schrickel, Waldtraut (1920–2009), deutsche Prähistorikerin
- Schricker, Gerhard (1935–2021), deutscher Jurist
- Schricker, Henry F. (1883–1966), US-amerikanischer Politiker
- Schricker, Ivo (1877–1962), deutscher Fußballspieler und Fußballfunktionär
- Schricker, Karl (1912–2006), deutscher Maler und Grafiker
- Schricker, Maria Almeda (1879–1955), deutsche Ordensschwester
- Schricker, Rudolf (* 1955), deutscher Innenarchitekt, Designer, Hochschullehrer und Publizist

### Schrid
- Schridde, Gerhard (1904–1968), deutscher Lehrer, Heimatforscher und Naturschutzbeauftragter
- Schridde, Hermann (1937–1985), deutscher Springreiter
- Schridde, Katharina (* 1964), evangelische Benediktinerin und Autorin

### Schrie
- Schrieber, Karl-Friedrich (1905–1985), deutscher Politiker (SRP), MdL
- Schrieber, Ludwig Gabriel (1907–1975), deutscher Bildhauer, Maler und Zeichner
- Schriebl, Alexander (* 1978), österreichischer FußballspielerAlexander Schriebl (* 1978)

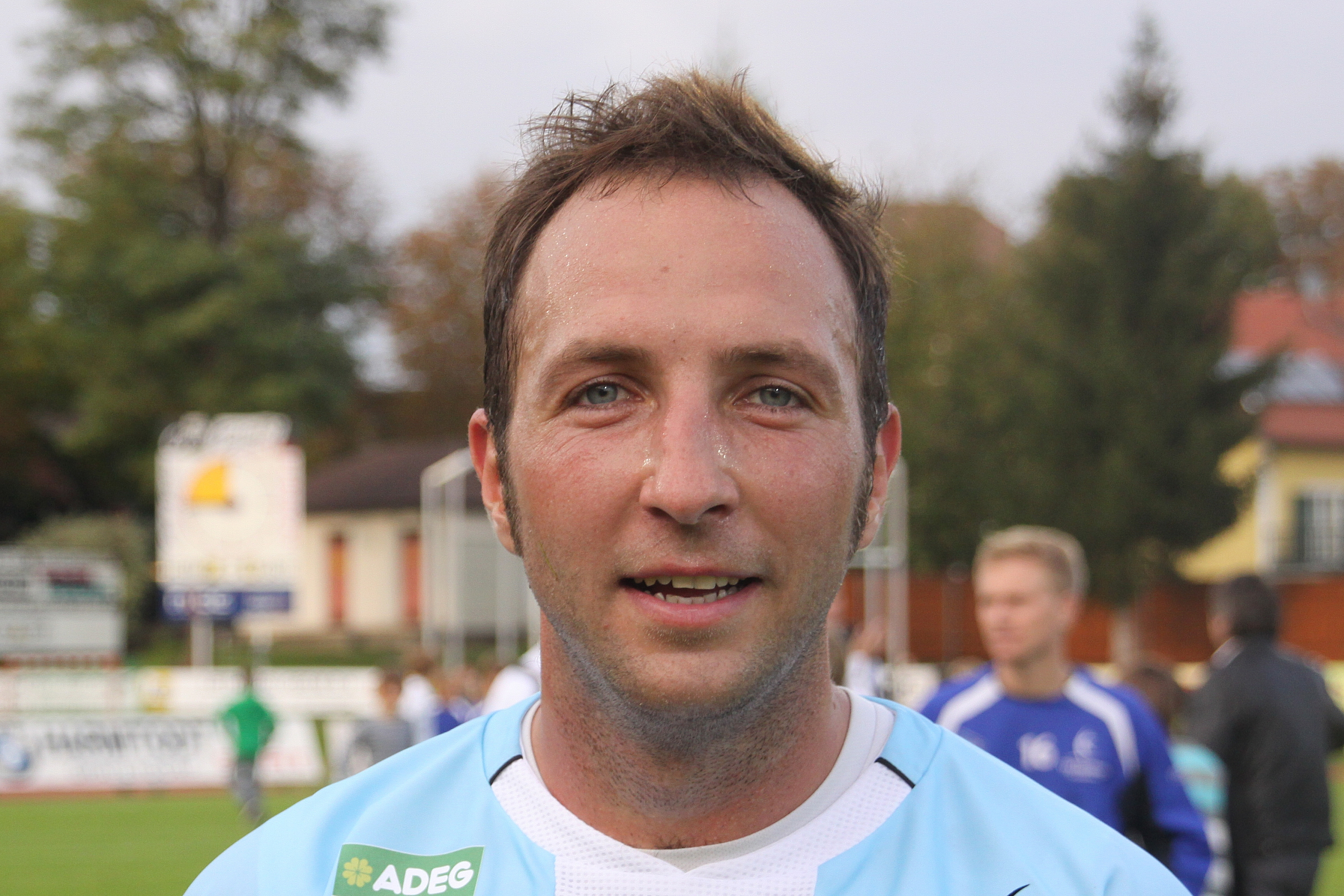
Alexander Schriebl (* 1978)

- Schriebl, Johannes (* 2002), österreichischer Fußballspieler
- Schriebl, Thorsten (* 1998), österreichischer Fußballspieler
- Schrieck, Evert Marseus van, niederländischer Maler
- Schrieck, Otto Marseus van († 1678), holländischer Stilllebenmaler
- Schriefer, Heinrich (1847–1912), plattdeutscher Dichter
- Schriefer, Jürgen (1929–2014), deutscher Musik- und Gesangspädagoge und Komponist
- Schriefer, Simon (* 1989), deutscher Schauspieler
- Schriefers, Herbert (1924–2012), deutscher Mediziner, Biochemiker und Endokrinologe
- Schriefers, Karl-Heinz (1926–2018), deutscher Chirurg
- Schriefers, Thomas (* 1964), deutscher Architekt, Künstler, Publizist und Ausstellungskurator
- Schriefers, Werner (1926–2003), deutscher Maler, Designer und Hochschullehrer
- Schrieffer, John Robert (1931–2019), US-amerikanischer Physiker
- Schriefl, Anna (* 1979), deutsche Philosophiehistorikerin
- Schriefl, Karl (1803–1870), österreichischer Gutsbesitzer und Politiker, Landtagsabgeordneter
- Schriefl, Magnus (* 1983), deutscher Jazzmusiker (Trompete, Flügelhorn)
- Schriefl, Matthias (* 1981), deutscher Jazztrompeter, Komponist und BandleaderMatthias Schriefl (* 1981)

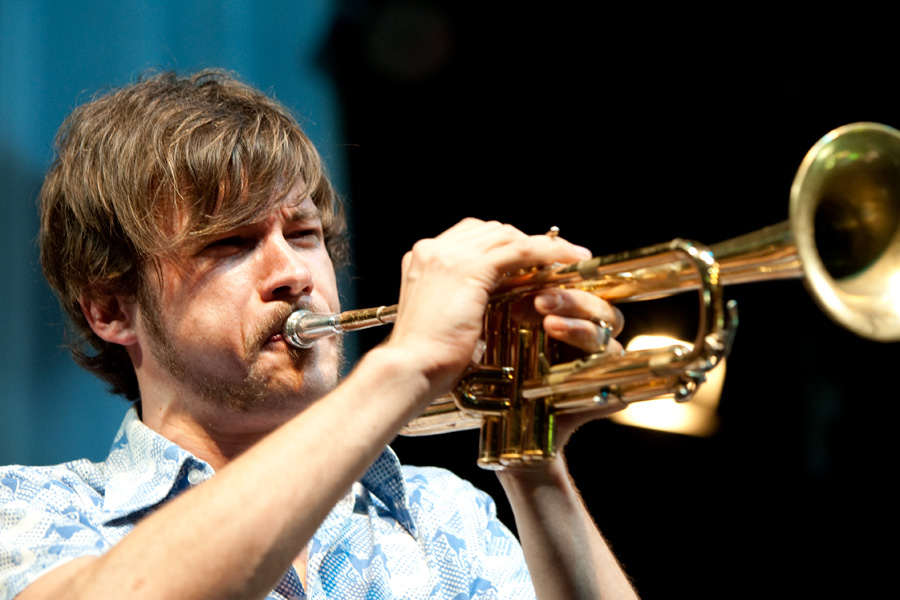
Matthias Schriefl (* 1981)

- Schrieke, Bertram (1890–1945), niederländischer Orientalist, Anthropologe und Politiker
- Schriel, Walter (1892–1959), deutscher Geologe und Hochschullehrer
- Schriemer, Adam (* 1995), kanadischer Volleyballspieler und -trainer
- Schrier, Joop (1918–1995), niederländischer Jazzmusiker (Piano, Cembalo) und Musikkritiker
- Schrier, Kim (* 1968), US-amerikanische Politikerin
- Schriever, Andreas (* 1951), deutscher Jurist und Richter am Bundessozialgericht
- Schriever, Bernard (1910–2005), US-amerikanischer Offizier, General der United States Air Force
- Schriever, Bernd (* 1967), deutscher Filmeditor
- Schriever, Erich (1924–2020), Schweizer Ruderer
- Schriever, Gerda (1928–2014), deutsche Konzertsängerin (Mezzosopran/Alt)
- Schriever, Ralf (* 1951), deutscher Politiker (SPD), MdL Mecklenburg-Vorpommern
- Schriever, Thorsten (* 1976), deutscher Fußballschiedsrichter
- Schriever, Werner (1920–2013), deutscher Politiker (SPD), MdBB
- Schrievers, Lia (* 1998), deutsche Mountainbikerin
- Schriewer, Franz (1893–1966), deutscher Bibliothekar und Leiter der Grenzakademie Sankelmark
- Schriewer, Klaus (* 1961), deutscher Sozialanthropologe und Hochschullehrer
- Schriewer, Ulrich (* 1949), deutscher, bildender Künstler

### Schrij
- Schrijnen, Laurentius (1861–1932), Bischof von Roermond
- Schrijnen, Remy (1921–2006), flämischer Angehöriger der Waffen-SS und Ritterkreuzträger
- Schrijver, Alexander (* 1948), niederländischer Mathematiker
- Schrijver, Emile (* 1962), niederländischer Hebraist
- Schrijver, Peter (* 1963), niederländischer Linguist
- Schrijver, Wilhelm (1608–1661), Amsterdamer Patrizier
- Schrijvers, Petrus Hermanus (* 1939), niederländischer Altphilologe
- Schrijvers, Piet (1946–2022), niederländischer FußballtorhüterPiet Schrijvers (1946–2022)

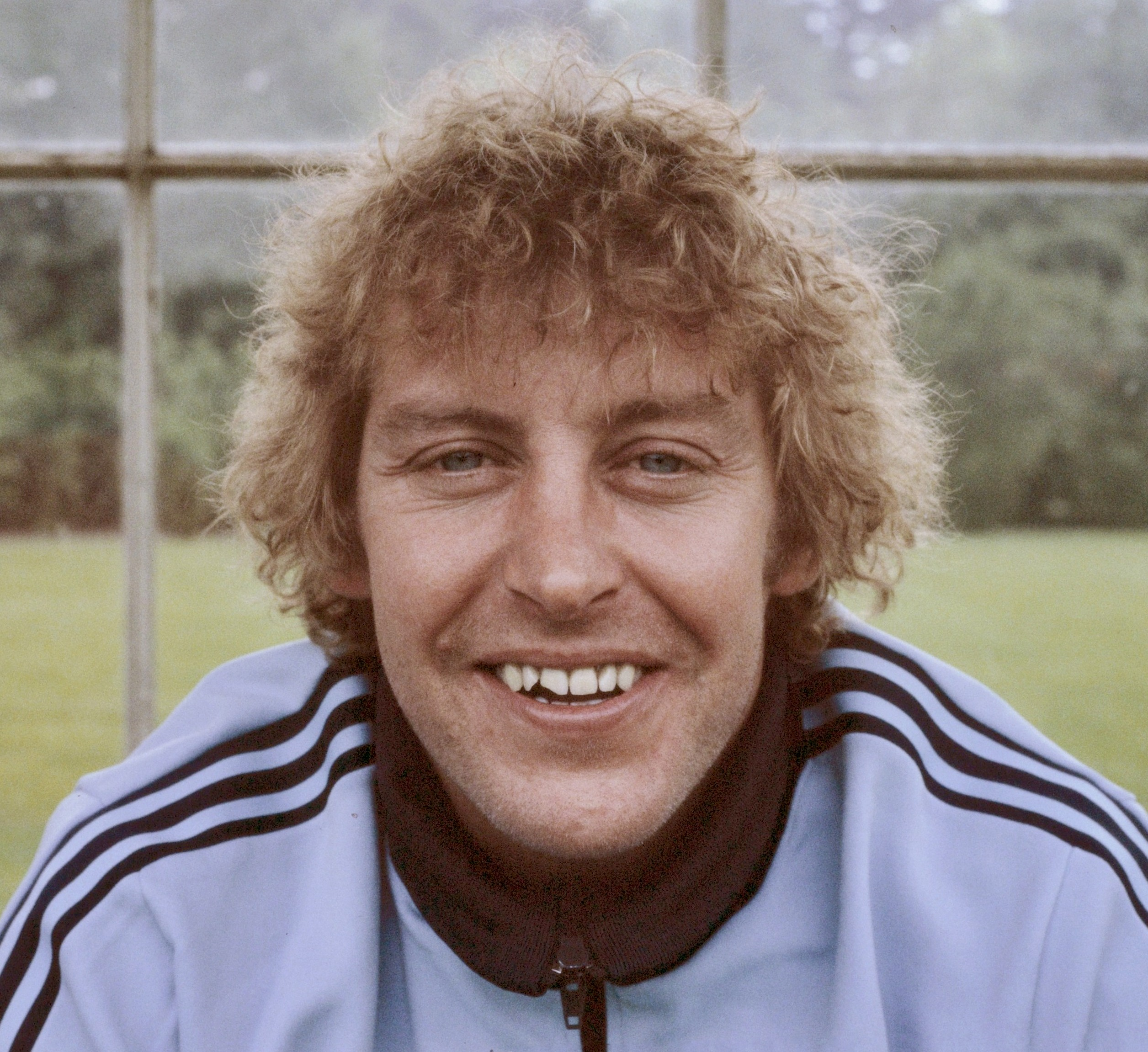
Piet Schrijvers (1946–2022)

- Schrijvers, Siebe (* 1996), belgischer Fußballspieler
- Schrijvers, Taylor (* 1996), neuseeländischer Fußballspieler

### Schrim
- Schriml, Siegfried (1927–2016), deutscher Kunstlehrer und Künstler
- Schrimm, Kurt (* 1949), deutscher Jurist und Leiter der Zentralen Stelle der Landesjustizverwaltungen zur Aufklärung nationalsozialistischer Verbrechen
- Schrimm, Thomas (* 1961), deutscher Schauspieler
- Schrimpel, Otto (* 1895), tschechoslowakischer Skispringer
- Schrimpf, Gangolf (1935–2001), deutscher Philosoph und Bibliothekshistoriker
- Schrimpf, Georg (1889–1938), deutscher Maler und GrafikerGeorg Schrimpf (1889–1938)

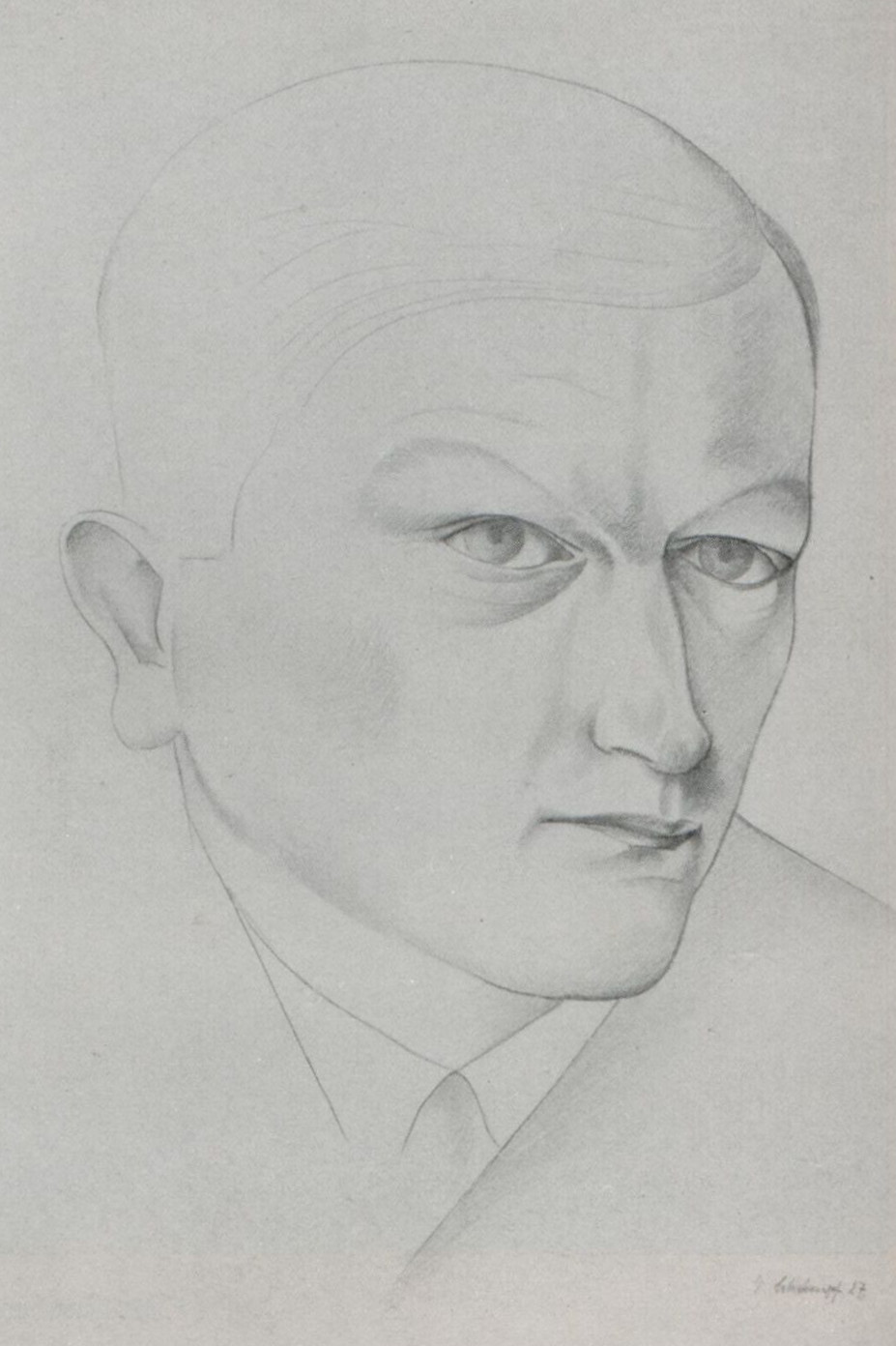
Georg Schrimpf (1889–1938)

- Schrimpf, Hans Joachim (1927–2003), deutscher Germanist
- Schrimpf, Peter (* 1956), deutscher Manager und Vorstandsvorsitzender der RAG Aktiengesellschaft in Essen
- Schrimpf, Ulrike (* 1975), deutsche Literaturwissenschaftlerin und Autorin

### Schrin
- Schriner, Sweeney (1911–1990), kanadischer Eishockeyspieler
- Schrinner, Liesa (* 1993), deutsche Schauspielerin

### Schrit
- Schritt, Wilhelm (1892–1975), deutscher Politiker (DDP, KPD, VdgB und CDU)
- Schrittenloher, Ludwig (1931–2024), deutscher Jurist und Kommunalpolitiker (CSU)
- Schrittesser, Ilse (* 1956), österreichische Bildungswissenschaftlerin
- Schrittwieser, Heimo (1928–2006), österreichischer Maler, Lehrer und Philosoph
- Schrittwieser, Michael (* 1967), österreichischer Basketballspieler und -trainer
- Schrittwieser, Roman (* 1947), österreichischer Physiker
- Schrittwieser, Siegfried (* 1952), österreichischer Politiker, Soziallandesrat (Steiermark)
- Schrittwieser, Tobias (* 1996), österreichischer Basketballspieler

### Schriv
- Schriver, Iver (* 1949), dänischer Fußballspieler
- Schriver, Oliver (1879–1947), US-amerikanischer Sportschütze